# Teorema de Napoleón
En geometría, el teorema de Napoleón es un resultado sobre triángulos equiláteros; se le atribuye a Napoleón Bonaparte (1769-1821), si bien no hay pruebas tangibles de que sea el verdadero autor. Aparece publicado en el calendario The Ladies' Diary de 1825, es decir cuatro años después su muerte.

## Enunciado
| Teorema de Napoleón Si sobre los lados de un triángulo arbitrario ABC, en el exterior de este, se construyen los triángulos equiláteros ABZ, BCX y ACY entonces los centros de estos triángulos son también vértices de un triángulo equilátero. |

## Prueba
Por construcción, al efectuar sobre el triángulo MCL una rotación de 30° centrada en C, seguida de una homotecia de razón √3, los puntos M y L se transforman en A y X, por lo que el segmento AX es igual a raíz de tres veces el segmento ML. Dado que los triángulos YCB y ACX se obtienen uno a partir del otro por una rotación centrada en C de un ángulo de 60°, resulta que los segmentos AX y YB son iguales. Aplicando el mismo razonamiento a los triángulos MAN y NBL, esta vez tomando como centro de rotación los puntos A y B y las homotecias correspondientes, se establece que los segmentos AX, YB y CZ son iguales entre sí y que guardan la misma relación entre cada uno de sus lados con la longitud de los lados del triángulo MNL (raíz cuadrada de 3). Lo cual prueba que el triángulo MNL es equilátero.